# Bye Bye Bye!
「Bye Bye Bye!」是日本的女子偶像組合℃-ute的第8张单曲。2009年4月15日由zetima发售。

## 概要
- 此單曲首次以萩原舞為中心。
- 此單曲有2個版本，分別有「初回生産限定盤」和「CD ONLY」。「初回生産限定盤」收錄了「Bye Bye Bye!」的PV。
- 在4月27日於公信榜单曲週排行榜取得第4位。

## 收錄内容

### CD（初回生産限定盤，CD ONLY）
1. Bye Bye Bye!
（作詞・作曲：淳君 編曲：平田祥一郎）
2. Go Go Go!
（作詞・作曲：淳君 編曲：高橋諭一）
3. Bye Bye Bye!(Instrumental)

### DVD（初回生産限定盤）
1. Bye Bye Bye!（Dance Shot Ver.）